# Kveens
Kveens (kvääni of kainu, Noors: kvensk, Fins: kveenin kieli) is een Finoegrische taal gesproken door de Kvenen, een Fins-etnische minderheid in Noord-Noorwegen.
Volgens cijfers van de Noorse overheid (2005) ligt het aantal sprekers tussen de 2000 en 8000. Verreweg de meeste sprekers bevinden zich in de noordelijke provincies Finnmark en Troms.
De taal is nauw verwant aan het Fins, Meänkieli en Karelisch, vooral aan het Meänkieli, dat gesproken wordt door de Finse minderheid in Noord-Zweden. Sprekers van het Fins, Meänkieli, Karelisch en Kveens kunnen elkaar onderling verstaan.
Kveens werd lange tijd gezien als een dialect van het Fins, maar is nu erkend als aparte taal. Sommige Kveens-sprekers noemen hun taal niet Kveens maar Fins en spreken ook een Kveens dat meer op standaard-Fins lijkt.
De Kveense taal bevat veel Noorse leenwoorden, zoals tyskäläinen, afgeleid het Noorse woord tysk voor "Duits". De taal bevat ook Finse woorden die in het standaard-Fins zelf niet meer in gebruik zijn.
De taal werd lange tijd actief onderdrukt door de Noorse overheid, die tussen ca. 1850 en 1950 een "vernoorsings"-assimilatiepolitiek voerde. Het gebruik van Kveens in scholen en officiële instanties was verboden en Kveense plaatsnamen werden vervangen door Noorse namen.
In 2005 werd de taal officieel erkend als minderheidstaal door de Noorse overheid in het kader van het Europees Handvest voor regionale talen of talen van minderheden. Het Kveens komt ook steeds meer voor op bewegwijzering, plaatsnaamborden en in de officiële plaatsnamen. De gemeente Porsanger, waar veel kvenen wonen, heeft drie officiële namen: Porsanger (Noors), Porsángu (Samisch) en Porsanki (Kveens).
Vanaf 2006 is het mogelijk Kveens te studeren aan de universiteit van Tromsø. In Børselv in de gemeente Porsanger is sinds 2007 het Kainun institutti (Noors: Kvensk institutt) gevestigd, dat tot doelstelling heeft om de kennis en het gebruik van Kveens te bevorderen. Sinds 2021 hebben de landsnamen Noorwegen en Koninkrijk Noorwegen ook een officiële Kveense versie, namelijk Norja en Norjan kuninkhaanvaltakunta, die sindsdien ook op borden aan de grens wordt vermeld.

## Afbeeldingen

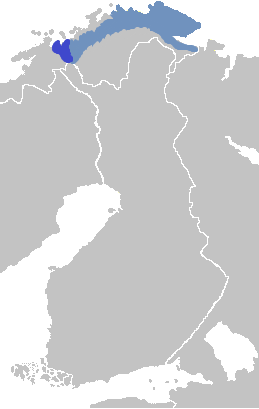
Verspreiding van het Kveens in Noord-Noorwegen
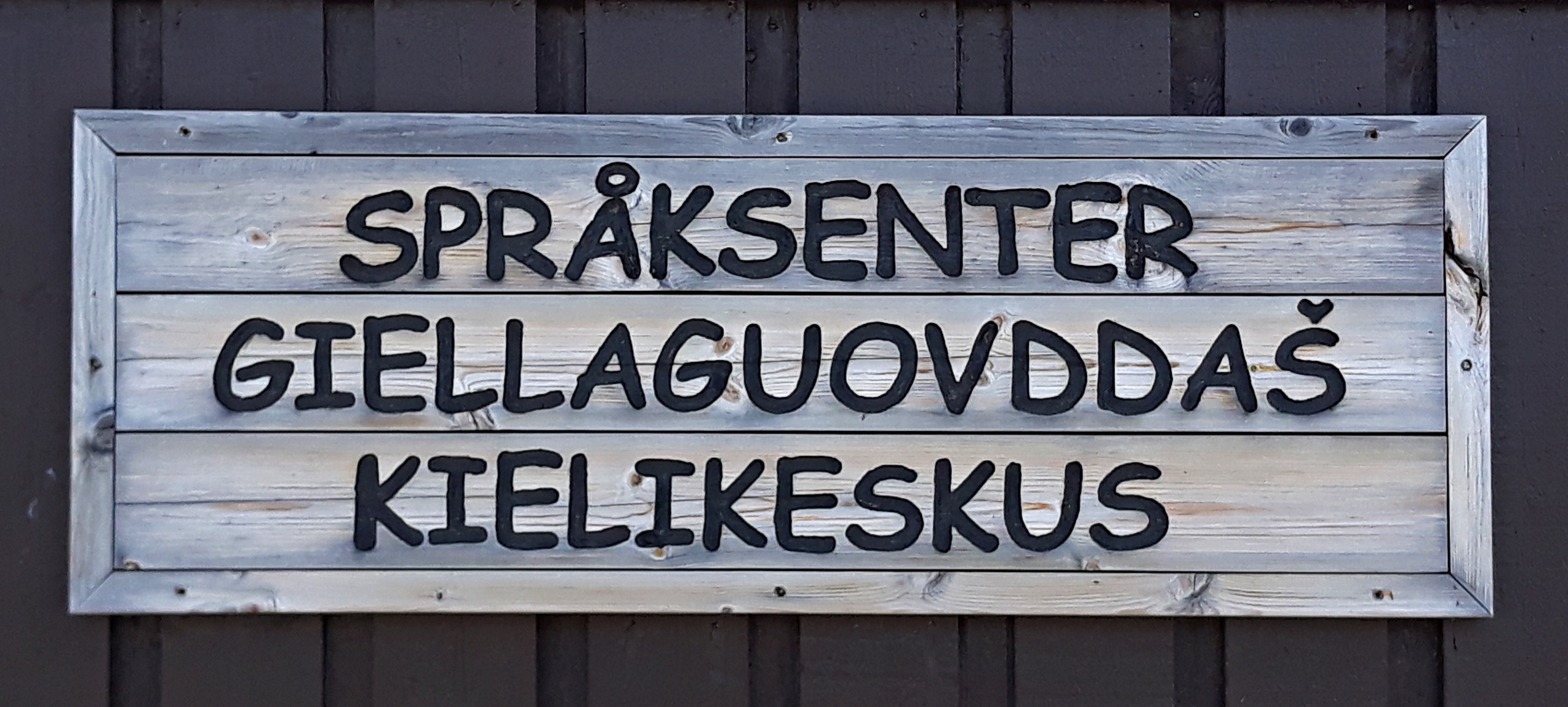
Bord in Noors, Noord-Samisch en Kveens
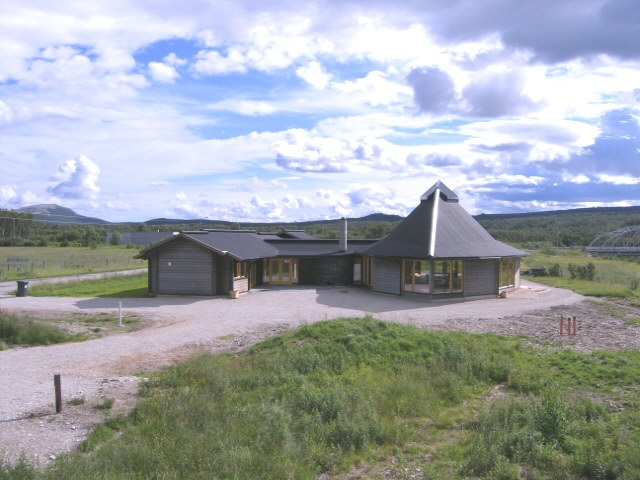
Het Kainun institutti in Børselv (gemeente Porsanger)